# 基爾·福格
基爾·愛德華·福格（1990年1月27日—），生於美國布雷亞，美國籃球運動員，司職控球後衛，現時效力中國男子籃球職業聯賽辽宁沈阳三生。

## 球員生涯
在2012年NBA選秀落選後，福格加盟休斯頓火箭參加2012年NBA夏季聯賽。2012年9月25日，他與侯斯頓火箭簽約，但後來在10月12日被放棄。2012年11月，他被NBA發展聯盟球隊里奧格蘭德山谷毒蛇收購。
2013年9月30日，福格與丹佛金塊簽約，但是在10月16日被放棄。2013年12月，他與芬蘭球隊拉普阿簽約征戰2013/14賽季餘下的賽事，他在29場比賽中場均得到27.0分和6.4個籃板，繼而獲得聯盟最有價值球員榮譽。
2014年6月11日，福格與比利時聯賽的安特衛普巨人簽約征戰2014/15賽季。
2015年9月，福格與德國甲級聯賽球隊布萊梅港北極熊簽約。
2016年6月，福格西班牙甲級聯賽球隊馬拉加簽約。2017年4月，他在歐洲盃總決賽協助球隊擊敗華倫西亞。
2017年7月4日，福格與中國職業聯賽球隊广州龙狮簽約。2018年7月2日，他與球隊重新簽約。
2019年，福格转投CBA的北京控股。一年后，球队对其行使了优先续约权，惟因其开价太高而放弃续约。
2021年4月，辽宁沈阳三生完成注册福格。11月，辽宁沈阳三生完成注册福格在2021-22賽季名單。2024年5月，福格率領球隊完成CBA三連霸，個人獲選总决赛MVP。

## 外部連結
- 凯尔·福格在fiba.basketball（英语）
- 凯尔·福格在NBA G聯盟官網（英语）
- 凯尔·福格在西班牙篮球甲级联赛官網（球員）（西班牙语）
- 凯尔·福格在中国男子篮球职业联赛官網
- 凯尔·福格在Basketball-Reference.com（NBA G聯盟）（英语）
- 凯尔·福格在Basketball-Reference.com（國際）（英语）
- 凯尔·福格在Sports-Reference.com（NCAA）（英语）
- 凯尔·福格在ESPN（NBA）（英语）
- 凯尔·福格在Eurobasket.com（球員）（英语）
- 凯尔·福格在Proballers（英语）
- 凯尔·福格在RealGM（英语）
- 凯尔·福格在中国篮球数据库
- 凯尔·福格在Flashscore（英语）